# Lakavica (Štip)
Lakavica (makedonsky: Лакавица) je vesnice v Severní Makedonii. Nachází se v opštině Štip ve Východním regionu.

## Geografie
Vesnice se nachází v údolí kolem řeky Kriva Lakavica. Leží 17,5 km jižně od města Štip a 24 km západně od Radoviše. Nadmořská výška je 250 m.

## Demografie
Podle sčítání lidu z roku 2002 žije ve vesnici 139 obyvatel, z toho 111 se hlásí k makedonské národnosti a 28 k turecké.